# Stjepan Jukić
Stjepan Jukić (* 10. Dezember 1979 in Đakovo) ist ein ehemaliger kroatischer Fußballspieler.

## Karriere
Jukić begann seine Karriere 1998 beim Erstligisten NK Osijek. 2000 und 2001 wurde er mit dem Verein Tabellendritter der HNL. Von 2002 bis 2003 war er bei HNK Šibenik unter Vertrag. Am Ende der 1. HNL 2002/03 stieg der Verein in die zweite Liga ab. 2003 kehrte er zu NK Osijek zurück. 2005 wechselte er zum belgischen Sporting Lokeren. 2006 kehrte er zu NK Osijek zurück. 2008 wechselte er zum japanischen Zweitligisten Sanfrecce Hiroshima. 2008 feierte er mit dem Verein die Zweitligameisterschaft und den Aufstieg in die erste Liga. 2009 kehrte er nach Kroatien zurück und unterschrieb einen Vertrag bei NK Croatia Sesvete. Von 2010 bis 2011 spielte er beim chinesischen Qingdao Hainiu und Chongqing Liangjiang Athletic.